# Angelina Grimké
Angelina Emily Grimké (20 de febrero de 1805 - 26 de octubre de 1879) fue un activista política estadounidense, abolicionista, defensora de los derechos de la mujer, y partidaria del movimiento del derecho de sufragio de las mujeres.

## Biografía
Angelina se crio en la zona sureña de Estados Unidos. Cuando creció, pasó toda su vida adulta, viviendo en la zona norte. Sus años de mayor reconocimiento se ubicaron entre 1836, cuando después de enviar una carta a William Lloyd Garrison, esta fue publicada en su periódico antiesclavista, The Liberator, en mayo de 1838. 
En dicha época dio un valiente y brillante discurso para los abolicionistas que se reunieron en Filadelfia, mientras una multitud hostil lanzaba piedras y gritaba a las afueras de la sala. Los ensayos y discursos que produjo en ese período de dos años eran argumentos incisivos para acabar con la esclavitud y avanzar los derechos de las mujeres. 
Dibujó sus puntos de vista desde de la ideología de los derechos naturales, famosamente establecida en la Declaración de Independencia de los Estados Unidos, en su Constitución y en las creencias cristianas de la Biblia. Además aludió a su propia experiencia en la esclavitud y el racismo en la parte sureña, y abogó por la injusticia de negar libertad de cualquier hombre o mujer, y fue particularmente elocuente en el problema de los prejuicios raciales.
Al ser cuestionada por hablar en público a las audiencias mixtas de hombres y mujeres en 1837, ella, acompañada por su hermana Sarah, firmemente defendió el derecho de la mujer a hacer discursos y en general a participar como sujetos políticos.

## Escritos
Dos de las obras más notables de Grimke fueron su ensayo "An Appeal to the Christian Women of the South" (Llamado a las mujeres cristianas del Sur en español), además de sus cartas a Catharine Beecher.
Su Llamado fue publicado por la American Anti-Slavery Society en 1836, y es reconocida como una pieza única debido a la esperanza que imprime de que las mujeres del Sur no resistieran las apelaciones de los suyos.
El estilo del ensayo es de naturaleza muy personal, y utiliza simples y firmes aseveraciones lingüísticas para transmitir sus ideas. El ensayo es único también en el sentido histórico porque es el único registro de una mujer sureña que escribió a otras mujeres sureñas con respecto a la abolición de la esclavitud.
La Apelación de Grimké fue ampliamente distribuida por la American Anti-Slavery Society, y fue recibido con gran aclamación por los abolicionistas radicales. 
El llamamiento presenta siete argumentos principales:
- Primero: que la esclavitud se opone a la Declaración de la Independencia.
- Segundo: que la esclavitud se opone al primer establecimiento de derechos humanos otorgado a hombre en la Biblia.
- Tercero: que el argumento de que la esclavitud fue profetizada no es ninguna excusa para los dueños de esclavos para invadir los derechos naturales de cualquier otro ser humano.
- Cuarto: que la esclavitud se supone que nunca existió bajo la dispensación patriarcal.
- Quinto: que la esclavitud no existía bajo la ley bíblica hebrea.
- Sexto: que la esclavitud en Estados Unidos "reduce al hombre a una cosa".
- En séptimo lugar, que la esclavitud es contraria a las enseñanzas de Jesucristo y sus apóstoles.

De esta manera, como una cristiana devota, Grimké utiliza las creencias de la fe cristiana para atacar la práctica de la esclavitud: 

"¿Acaso Jesús no condena la esclavitud? Examinemos algunos de sus preceptos: 
"Todas las cosas que queráis que los hombres hagan con vosotros, así también haced vosotros con ellos..."
 Que cada esclavista aplique estas preguntas a su propio corazón: ¿Estoy dispuesto a ser un esclavo? - ¿Estoy dispuesto a ver que mi mujer sea esclava de otro? - ¿Estoy dispuesto a ver que mi madre sea una esclava? ¿..o mi padre, mi hermana o mi hermano?; Si no es así, entonces al tener a otros como esclavos, yo estoy haciendo lo que no desearía hacer para mí o cualquier pariente que tengo, y por lo tanto he roto esta regla de oro que me fue dada para caminar."
Grimké, pág. 14